# Michele Cipolla
Michele Cipolla   (Palerm, 28 d'octubre de 1880 - Palerm, 7 de setembre de 1947) va ser un matemàtic italià.

## Vida i Obra
Cipolla va començar els seus estudis de matemàtiques a la Scuola Normale Superiore de Pisa sota la guia de Luigi Bianchi. Després de dos anys a Pisa, va retornar a la universitat de Palerm en la qual va obtenir el doctorat el 1902 sota la direcció de Gabriele Torelli. A partir de 1904 va ser professor de secundària del Regio Ginnasio Guido Baccelli de Corleone fins al 1911.
El 1911 va ser nomenat professor de la universitat de Catània on va coincidir amb Gaetano Scorza i amb qui va crear una escola matemàtica d'orientació algebraica i va dirigir la revista Esercitazioni Matematiche. El 1923 es va traslladar a la universitat de Palerm on va treballar la resta de la seva vida. Al començament de la seva estança a Palerm, va col·laborar amb la comissió central del llibre de text per millorar els texts de matemàtiques per a estudiants de secundària.
Cipolla va ser un dels més destacats algebristes italians: els seus treballs s'estenen als camps de la teoria de nombres, teoria de grups finits, anàlisi matemàtica i fonaments i pedagogia de la matemàtica. Cipolla és especialment recordat per l'algorisme que porta el seu nom (1907) i que permet trobar arrels quadrades mòdul p.